# جاناتان مکزیک
جاناتان مکزیک (انگلیسی: Jonathan Mexique؛ زادهٔ ۱۰ مارس ۱۹۹۵) بازیکن فوتبال اهل فرانسه است.
از باشگاه‌هایی که در آن بازی کرده‌است می‌توان به باشگاه فوتبال سرکل بروژ اشاره کرد.
وی همچنین در تیم‌های ملی فوتبال France national under-16 football team و زیر ۱۷ سال فرانسه بازی کرده‌است.